# Motorcsónakázás az 1908. évi nyári olimpiai játékokon
Az 1908. évi nyári olimpiai játékokon a motorcsónak három számában két-két hajó versenyzett, egyik esetben sem ért a célba mindkettő. Öt kört kellett megtenni a nyolc tengeri mérföld hosszú (40 tengeri mérföld= 74.08 km) pályán.
A motorcsónakázás csak az 1908. évi nyári olimpiai játékokon szerepelt a hivatalos programban.

## Éremtáblázat
(A rendező ország csapata eltérő háttérszínnel, az egyes számoszlopok legmagasabb értéke, vagy értékei vastagítással kiemelve.)
| Az 1908. évi nyári olimpiai játékok éremtáblázata motorcsónakázásban | Az 1908. évi nyári olimpiai játékok éremtáblázata motorcsónakázásban | Az 1908. évi nyári olimpiai játékok éremtáblázata motorcsónakázásban | Az 1908. évi nyári olimpiai játékok éremtáblázata motorcsónakázásban | Az 1908. évi nyári olimpiai játékok éremtáblázata motorcsónakázásban | Olimpia  |
| -------------------------------------------------------------------- | -------------------------------------------------------------------- | -------------------------------------------------------------------- | -------------------------------------------------------------------- | -------------------------------------------------------------------- | -------- |
|                                                                      | Ország                                                               | Arany                                                                | Ezüst                                                                | Bronz                                                                | Összesen |
| 1.                                                                   | Nagy-Britannia (GBR)                                                 | 2                                                                    | 0                                                                    | 0                                                                    | 2        |
| 2.                                                                   | Franciaország (FRA)                                                  | 1                                                                    | 0                                                                    | 0                                                                    | 1        |
|                                                                      |                                                                      |                                                                      |                                                                      |                                                                      |          |
| Összesen                                                             | Összesen                                                             | 3                                                                    | 0                                                                    | 0                                                                    | 3        |

## Érmesek
| Az 1908. évi nyári olimpiai játékok érmesei motorcsónakázásban |                                                                                                   |              |              |
| Versenyszám                                                    | Arany                                                                                             | Ezüst        | Bronz        |
| A-Kategória Egyszemélyes                                       | Émile Thubron · Camille · Franciaország (FRA)                                                     | Nem adták ki | Nem adták ki |
| B-Kategória 60 láb-as                                          | Nagy-Britannia (GBR) · Gyrinus · Isaac Thomas Thornycroft · Bernard Redwood · John Field-Richards | Nem adták ki | Nem adták ki |
| C-Kategória 6,5-8 méteres                                      | Nagy-Britannia (GBR) · Gyrinus · Isaac Thomas Thornycroft · Bernard Redwood · John Field-Richards | Nem adták ki | Nem adták ki |

## Részt vevő nemzetek
17 versenyző 2 országból.
- Franciaország (FRA) (4)
- Nagy-Britannia (GBR) (13)